# Paredro
Un paredro è una divinità il cui culto è associato a un'altra, generalmente di maggiore importanza e di sesso opposto.
Il termine, di origine greca, significa "chi siede accanto".
Esempi si possono trovare nella relazione tra Atum e Nebethetepet oppure tra Heqet e Thot.
Si veda anche il richiamo ne L'ardore di Roberto Calasso (Adelphi, 2010), che cita Brahman e la sua paredra. In genere tutta la religione induista prevede varie figure di paredro.